# Piotr Skiba (artysta)
Piotr Skiba (ur. 1980 we Wrocławiu) – polski artysta wizualny specjalizujący się w środkach artystycznych takich jak film, instalacja, performance, fotografia i malarstwo. 
Absolwent Wydziału Malarstwa i Rzeźby Akademii Sztuk Pięknych we Wrocławiu (2006). Od 2014 wykładowca Pracowni Rysunku IV w Akademii Sztuki w Szczecinie.

## Wystawy

### Wystawy indywidualne
- 2014 – Honky (Whitebox Art Center, Nowy Jork)
- 2014 – Man, that negro stole my show! (The Old Truman Brewery, Londyn)
- 2013 – Vulgar Display Of Power (Muzeum Współczesne Wrocław, Wrocław)
- 2013 – Teabagging (Galeria Leto, Warszawa)
- 2012 – SAUSAGE HERO (BWA Awangarda, Wrocław)
- 2011 – HEUTE BIN ICH DER GRÖSSTE (Galeria Entropia, Wrocław)
- 2009 – Between White Modernism and Black Baroque, vol. 2, The Black Baroque (BWA Design, Wrocław)
- 2008 – Between White Modernism and Black Baroque vol.1, White Modernism (BWA Studio, Wrocław)
- 2007 – Storytellers 2 (Festiwal Opowiadania, Wrocław)
- 2007 – Storytellers (Galeria Entropia, Wrocław)
- 2006 – Schwerpunkt Studio (Catskill, Nowy Jork)

### Wybrane wystawy zbiorowe
- 2014 – XIV Międzynarodowy Festiwal Filmowy T-Mobile Nowe Horyzonty (Wrocław)
- 2014 – Ruptures & Convergences (KUAD Gallery, Stambuł)
- 2012 – Pełnia sztuczna (Muzeum Współczesne Wrocław, Wrocław)
- 2012 – Jądro ciemności (Zona Sztuki Aktualnej, Szczecin)
- 2011 – Ultima Thule (BWA Studio, Wrocław)
- 2011 – SCHÖNE SPIELE, Recykling the iron curtain (Kuhlhaus, Berlin)
- 2011 – Triennale Młodych, Centrum Rzeźby Polskiej, Orońsko
- 2011 – House of Change (Europejski Kongres Kultury, Wrocław)
- 2010 – Entropia is growing up (Galeria Entropia, Wrocław)
- 2008 – Deja vu (ASP Wrocław, Wrocław)
- 2005 – VII konkurs im. Eugeniusza Gepperta i VI krajowa wystawa malarstwa młodych (BWA Awangarda, Wrocław)
- 2005 – Samsung Art Master (Warszawa)

## Nagrody i stypendia
- 2011 – nominacja do Nagrody wARTo
- 2006 – Stypendium Schwerpunkt Studio, Catskill, Nowy Jork
- 2005 – Wyróżnienie w konkursie Samsung Art Master
- 2005 – Nagroda firmy NETIA S.A. w 7. ogólnopolskim przeglądzie młodego malarstwa im. E. Gepperta BWA Awangarda, Wrocław
- 2005 – Stypendium Ministra Kultury i Dziedzictwa Narodowego
- 1998 – Stypendium Prezydenta Miasta Wrocławia